# Hugo-Junkers-Kaserne
Die Hugo-Junkers-Kaserne befindet sich in Schleswig-Holstein in der Gemeinde Alt Duvenstedt. Die Kaserne wurde nach dem deutschen Ingenieur und Unternehmer Hugo Junkers benannt. In unmittelbarer Nähe zur Kaserne befindet sich eine Standortschießanlage und ein Standortübungsplatz. Das bis 2021 in der Kaserne stationierte Lufttransportgeschwader 63 nutzte den Fliegerhorst Hohn für seinen Flugbetrieb.
Im Rahmen der Neuausrichtung der Bundeswehr und des damit verbundenen Stationierungskonzeptes 2011 war eine Schließung der Liegenschaft geplant. Im August 2019 gab das Bundesministerium der Verteidigung bekannt, dass der Standort aufgrund der Trendwenden Personal und Material nicht aufgegeben wird. Marine und Heer wollen den Standort künftig mit 120 Dienstposten gemeinsam nutzen.
Die baulich und organisatorisch schlechten Zustände der Kaserne wurden in einem Gerichtsverfahren zu einer Diebstahlserie 2022 öffentlich („offene Asbestbehälter, Ratten in den Küchen und unisolierte Stromkabel in Nasszellen“).

## Dienststellen
Die Hugo-Junkers-Kaserne beheimatet folgende Dienststellen der Bundeswehr:
- Luftwaffe
  - Lufttransportgeschwader 63 (LTG 63) (wird aufgelöst)
- Marine
  - Seebataillon (SeeBtl)
- OrgBer IUD
  - Bundeswehrfeuerwehr Hohn (BwFw Hohn)
- Kleinstdienststellen
  - Sportlehrer Alt Duvenstedt (SportLhr Alt Duvenstedt)
  - Unterstützungspersonal Standortältester Rendsburg (UstgPers StOÄ Rendsburg)
  - Verband der Reservisten der Deutschen Bundeswehr Alt Duvenstedt (VdRBw Alt Duvenstedt)